# Adelphomyia platystyla
Adelphomyia platystyla är en tvåvingeart. Adelphomyia platystyla ingår i släktet Adelphomyia och familjen småharkrankar.

## Underarter
Arten delas in i följande underarter:
- A. p. parallela
- A. p. platystyla